# Klima und Recht
Die Zeitschrift Klima und Recht (KlimR) ist die erste deutschsprachige juristische Fachzeitschrift für das gesamte Klimarecht.

## Inhalt
Die Zeitschrift vereint die Rechtsgebiete des Klimaschutzrechts, des Klimaanpassungsrechts und des Klimafolgerechts, deren Relevanz durch den Klimabeschluss des BVerfG und andere Klimaklagen deutlich geworden sind. Themen sind etwa die Auswirkungen des Klimawandels auf den Welthandel und die Menschenrechte, die Klimafinanzierung und die Sektorenkopplung.
Initiator Michael Rodi, Gründer des mitherausgebenden IKEM, geht dabei davon aus: „Entscheidungen der Gerichte sind wichtig, können jedoch nur ein Korrektiv sein. Die notwendige Transformation muss gesellschaftlich, parlamentarisch und sicherlich auch wirtschaftlich getrieben sein. Diese Prozesse werden wir mit der Klima und Recht wissenschaftlich begleiten“.

## Herausgeber
Michael Rodi, Simon Schäfer-Stradowsky, Jelena Bäumler, Thorsten Beckers, Wolfgang Durner, Frank Fellenberg, Annette Guckelberger Claudio Franzius, Christian Held, Charlotte Kreuter-Kirchhof